# Zduńska Wola (gromada)
Zduńska Wola – dawna gromada, czyli najmniejsza jednostka podziału terytorialnego Polskiej Rzeczypospolitej Ludowej w latach 1954–1972.
Gromady, z gromadzkimi radami narodowymi (GRN) jako organami władzy najniższego stopnia na wsi, funkcjonowały od reformy reorganizującej administrację wiejską przeprowadzonej jesienią 1954 do momentu ich zniesienia z dniem 1 stycznia 1973, tym samym wypierając organizację gminną w latach 1954–1972.
Gromadę Zduńska Wola z tymczasową siedzibą GRN w Janiszewicach utworzono 1 lipca 1968  w powiecie sieradzkim w woj. łódzkim z obszarów zniesionych gromad: Czechy, Janiszewice  i Krobanówek w tymże powiecie.
W późniejszych latach siedziba GRN znajdowała się w mieście Zduńskiej Woli (nie wchodzącym w jej skład).
Gromada przetrwała do końca 1972 roku, czyli do kolejnej reformy gminnej. 1 stycznia 1973 w powiecie sieradzkim reaktywowano zniesioną w 1954 roku gminę Zduńska Wola (od 1999 gmina Zduńska Wola należy do powiatu zduńskowolskiego).